# Lenguas nilóticas occidentales
Las lenguas nilóticas occidentales son un grupo de lenguas nilóticas, habladas por varios pueblos nilóticos entre los que están los dinka, los nuer y los luo.

## Clasificación
Las lenguas nilóticas occidentales se dividen convencionalmente en dos grupos:
- Dinka-Nuer:
  - Grupo dinka: dinka centromeridional, dinka suroccidental, dinka nororiental, dinka noroccidental, dinka suroriental.
  - Grupo nuer: reel, nuer
- Lwoo (Luo):
  - Grupo lwoo septentrional: anuak, belanda bor, burun, jumjum, luwo, mabaan, päri, shilluk, thuri
  - Grupo lwoo meridional: acholi, adhola, alur, kumam, lango, luo

Antes de la clasificación de Joseph Greenberg de las lenguas africanas el término "nilótico" se refería sólo a lo que hoy en día se denomina "nilótico occidental" estando los otros grupos clasificados dentro de las "lenguas nilo-camíticas". De hecho, existen interesantes diferencias entre estas lenguas. Por lo que respecta a las formas pronominales la diferencia entre la rama occidental y las otras dos es especialmente notoria: las ramas meridional y oriental tienen formas especiales en la inflexión de persona que no aparecen en la rama occidental. Otro punto en que difieren es el orden básico (VSO predominante en el grupo oriental y meridional; y SVO en el grupo occidental).

## Comparación léxica
Los numerales en diferentes lenguas nilóticas occidentales son:
| GLOSA | Dinka-Nuer   | Dinka-Nuer | Lwoo septentrional | Lwoo septentrional | Lwoo septentrional | Lwoo septentrional | Lwoo septentrional | Lwoo meridional | Lwoo meridional | Lwoo meridional | PROTO- NILÓTICO Oc. |
| GLOSA | dinka padang | nuer       | belanda- bor       | luwo               | mabaan             | pari (lokoro)      | shilluk            | acholi (labwor) | adhola          | kumam           | PROTO- NILÓTICO Oc. |
| ----- | ------------ | ---------- | ------------------ | ------------------ | ------------------ | ------------------ | ------------------ | --------------- | --------------- | --------------- | ------------------- |
| '1'   | tò̤k          | kɛ́ɛ̀l       | ákɛɛ̂l              | áciɛ̄lɔ́             | cyɛ́ɛlɔ̀             | acyelo took        | àkjɛ̀l              | àcíèl           | ɑ́cêr            | ɑ̀cɛ́l            | *-kyɛl              |
| '2'   | ròw          | rɛ̌w        | arɛ̂w               | á̟riɔ̄w              | yɛ́ɛwɔ̀              | aryo ireek         | áɾjɛ̀w              | àríò            | ɑ́rîo            | ɑ̀ré             | *-rɛw               |
| '3'   | dyá̤k         | dyɔ̌k       | àdéɡ               | á̟dá̟ɡ               | ɗɔ́ɔ́ɡɔ́              | adögo gala         | ádə̀k               | àdék            | ɑ́dêːk           | ɑ̀dēk            | *-dyak              |
| '4'   | ŋwán         | ŋwán       | àŋwɛ́n              | áŋwɛ̄ːn             | ŋáánɔ̀              | aŋweno             | áŋwɛ̀n              | àŋwɛ̂n           | ɑ́ŋʷên           | òŋwɔ́n           | *-ŋwan              |
| '5'   | d̪yì̤c         | d̪yè̤c       | àbíc               | àbī̟ːj              | d̪ɔ́ɔ́yɔ̀              | abijo kunat        | ábîc               | àbîc            | ɑ́bîːc           | kɑ̄ɲ             | *-bɨc *-d̪yɨc        |
| '6'   | d̪ètém        | bʌ̤́kɛ̀l 5+1  | àbíc kúkɛ́l 5+1     | ábíciɛ̄l 5+1        | 5+1                | abicyelo bukel     | ábîkjɛ̀l 5+1        | àbícíèl 5+1     | ɑ̀ᵘcèr 5+1       | kɑ́ɲ ɑ̀pé 5+1     | *-bɨ-kyɛl           |
| '7'   | d̪ɔ̀rɔ́w        | bʌ̤rɔ̀w 5+2  | àbíc kúrɛ̂w 5+2     | ábɛ́riɔ̄w 5+2        | 5+2                | abiryo buryo       | abìɾjɛ̀w 5+2        | àbíìrɔ́ 5+2      | ɑ̀bírîo 5+2      | kɑ̄ɲ ɑ̀ré 5+2     | *-bɨ-rɛw            |
| '8'   | bɛ̤́t          | bʌ̤̀dá̤k 5+3  | àbíc kùdēēk 5+3    | á̟bɛ̟́dā̟ɡ 5+3         | 5+3                | abidö̈go bodök      | àbîdèk 5+3         | àboôrà 5+3      | ɑ́bôːrò 5+3      | kɑ̄ɲ ɑ̀wūní 5+3   | *-bɨ-dyak           |
| '9'   | d̪ɔ̀ŋwán       | bʌ̤́ŋwàn 5+4 | àbíc kúŋwɛ̂n 5+4    | á̟bɛ̟́dā̟ɡ 5+3         | 5+4                | abuŋweno buŋwan    | ábîŋwɛ̀n 5+4        | àbúŋwɛ́n 5+4     | ɑ̀búŋʷèn 5+4     | kɑ̄ɲ ɑ̀ŋɔ́n 5+4    | *-bɨ-ŋwan           |
| '10'  | t̪yɛ́ɛ̀r        | wá̤l        | áfaàr              | āpāːr              | ínyáákkɛ̀n          | apar               | pjáár              | àpáàr           | ɑ́pɑ̂ːr           | tɔ̄mɔ́n           | *-paar              |